# Osiris acutiventris
Osiris acutiventris là một loài Hymenoptera trong họ Apidae. Loài này được Friese mô tả khoa học năm 1930.